# Lycenchelys xanthoptera
Lycenchelys xanthoptera es una especie de pez de la familia de los Zoarcidae en el orden de los perciformes.

## Hábitat
Es un pez de mar y de aguas profundas que vive entre 771-1.056 m de profundidad.

## Distribución geográfica
Se encuentra en el Océano Antártico: mares de Weddell y de Ross.

## Observaciones
Es inofensivo para los humanos. 